# Melicope sandwicensis
Melicope sandwicensis är en vinruteväxtart som först beskrevs av Hook. & Arn., och fick sitt nu gällande namn av T.G. Hartley & B.C. Stone. Melicope sandwicensis ingår i släktet Melicope och familjen vinruteväxter. IUCN kategoriserar arten globalt som starkt hotad. Inga underarter finns listade i Catalogue of Life.